# Quasimellana
Quasimellana là một chi bướm ngày thuộc họ Bướm nâu.